# Sarıcakaya
Sarıcakaya là một huyện thuộc tỉnh Eskişehir, Thổ Nhĩ Kỳ. Huyện có diện tích 375 km² và dân số thời điểm năm 2007 là 5924 người, mật độ 16 người/km².